# Mine de Silesia
La mine de Silesia est une mine souterraine de charbon située en Pologne.